# Годіаско
Годіаско, Ґодіаско (італ. Godiasco) — муніципалітет в Італії, у регіоні Ломбардія,  провінція Павія.
Годіаско розташоване на відстані близько 440 км на північний захід від Рима, 65 км на південь від Мілана, 33 км на південь від Павії.
Населення — 3207 осіб (2014).

## Демографія
Населення за роками:

Станом на 1 січня 2023 року в муніципалітеті офіційно проживало 307 іноземців з 42 країн, серед них 116 громадян країн Євросоюзу та 43 громадяни України.

## Сусідні муніципалітети
- Казальночето
- Чечима
- Монтезегале
- Понте-Ніцца
- Поццоль-Гроппо
- Риванаццано
- Рокка-Сузелла
- Вольпедо